# Dracontium croatii
Dracontium croatii là một loài thực vật có hoa trong họ Ráy (Araceae). Loài này được G.H.Zhu mô tả khoa học đầu tiên năm 1995.